# Chiesa di Sant'Agostino (Arezzo)
La chiesa di Sant'Agostino è una chiesa di Arezzo che sorge nell'omonima piazza.

## Storia e descrizione

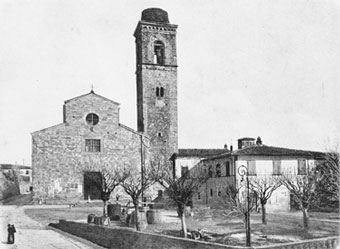
Il campanile fu rovinato da un fulmine nell'Ottocento

L'ordine mendicante degli Eremitani di Sant'Agostino fu approvato nel 1256 da papa Alessandro IV e, l'anno successivo, i frati agostiniani posero la prima pietra per la costruzione della loro chiesa in Arezzo.
L'edificio era di piccole dimensioni e per questo motivo, nel 1330, partirono i lavori per una nuova struttura, a tre navate, che nel 1341 risultò essere una delle più ampie della città.
Tra sospensioni e riprese il complesso religioso, che comprendeva anche un grande convento, rimase incompleto fino a tutto il Quattrocento. I consistenti lasciti di Mariotto di Cristoforo Cofani e dei figli permisero, a partire dal 1491, il rilancio e il completamento dei lavori. Nel 1510 Martin Lutero, ancora monaco agostiniano, secondo la tradizione si fermò nel cenobio aretino durante il suo viaggio verso Roma.
Il Vasari ci dice che tra la fine del Trecento e i primi del Cinquecento la chiesa fu abbellita da splendidi cicli di affreschi e dipinti su tavola, eseguiti da importanti artisti quali Barna senese (Storie di San Jacopo), Iacopo del Casentino (Storie di San Lorenzo), Parri di Spinello (affreschi per il Coro), Taddeo di Bartolo (Papa Gregorio XI), Bartolomeo della Gatta (Incoronazione della Vergine e Madonna Assunta) e Luca Signorelli (San Nicola da Tolentino e alcuni Angeli per la Cappella del Sacramento). 
Tutte queste opere sparirono tra il 1761 e il 1766, quando l'edificio sacro subì un enorme stravolgimento che ne dimezzò le dimensioni e lo trasformò all'interno. I nuovi canoni imperanti erano quelli del barocco e del rococò, per questo i luganesi Francesco e Giuliano Rusca e il varesino Carlo Speroni riempirono di sfarzosi e opulenti stucchi la chiesa. La Cantoria (1765) sulla controfacciata rappresenta il momento più alto di quel periodo.
Esternamente rimasero la fiera faccia in pietre conce e il superbo campanile quadrangolare, entrambi quattrocenteschi. La punta di quest'ultimo fu rovinata da un fulmine nel 1825 e venne ricostruita all'inizio degli anni venti del secolo scorso. In seguito furono aggiunte anche quattro piccole cuspidi.
Nonostante le gravissime perdite, sono ancora numerose le testimonianze artistiche conservate in Sant'Agostino che meritano di essere segnalate.
Rispetto alla struttura originale l'edificio è stato dimezzato e completamente restaurato tra il 1761 e il 1766, su progetto del ferrarese, ma di famiglia oriunda proprio di Arezzo, Filippo Giustini.
Nel rifacimento settecentesco la facciata non ha subito alterazioni.

## Interno

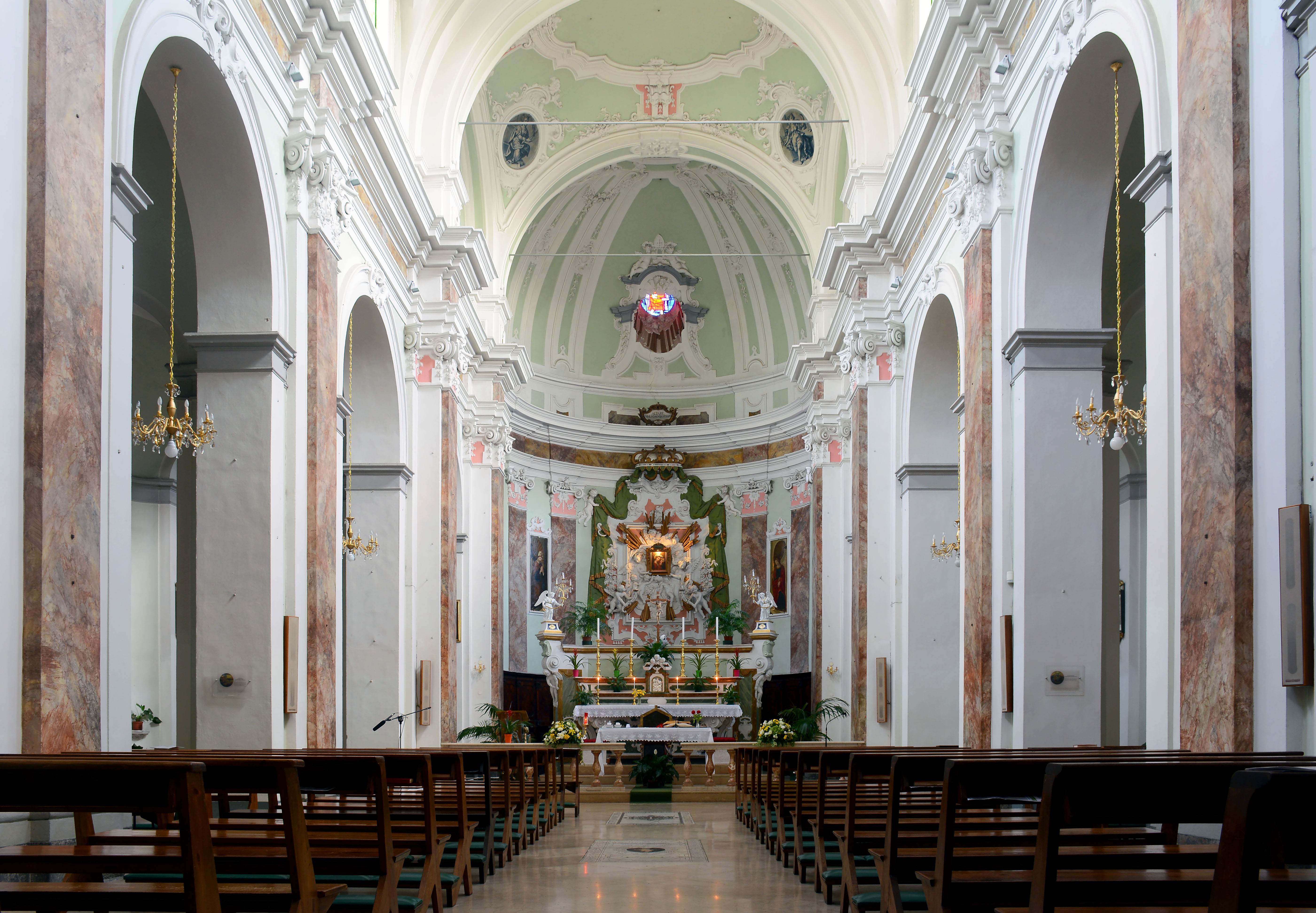
L'interno

All'interno, dove sono conservate belle tele seicentesche di Bernardino Santini, uno dei migliori pittori aretini del Seicento, che lavorò tantissimo per questa chiesa, è di grande effetto la cantoria della parete di controfacciata, anch'essa progettata da Francesco Rusca. A sinistra dell'entrata si apprezza subito un Crocifisso ligneo su tela con San Giovanni evangelista e San Francesco (1642) eseguita da Bernardino Santini. La parete sinistra presenta in sequenza Gesù Buon Pastore (1770), la vetrata con la Pentecoste, commissionata nel 2003 alle Vetrate Artistiche Fiorentine e la Madonna con il Bambino e Sant'Agostino (inizi Cinquecento, ma ridipinta nel XVIII secolo).

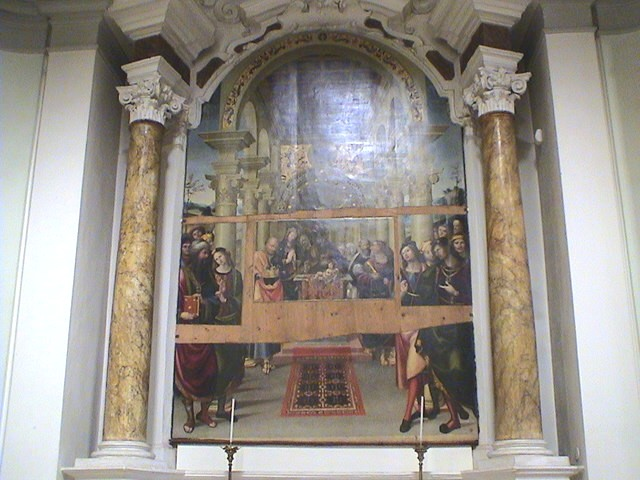
"La circoncisione di Gesù" smembrata e poi ricomposta

Tra le opere più antiche, un affresco con San Bernardino tra i santi Girolamo e Ignazio d'Antiochia (1498), di un autore locale ispirato a Piero della Francesca, probabilmente Lorentino d'Andrea, e la pala frammentaria della Circoncisione di Gesù (1506), capolavoro a sei mani del savinese Niccolò Soggi, dell'aretino Domenico Pecori, e dello spagnolo Fernando De Coca. Quest'ultima opera ha avuto una storia singolare: venne infatti realizzata per la chiesa della Santissima Trinità (o Misericordia), ma nel corso del Settecento fu trasferita in Sant'Agostino. Nel 1922 venne trafugata da un ladro lucchese e smembrata in cinque parti. In questo modo il furfante avrebbe potuto piazzare dipinti diversi sul mercato nero, ma fu scoperto e arrestato.
Dopo essere rimasta nei depositi del Museo statale d'arte medievale e moderna di Arezzo per decenni, l'opera è stata restaurata e ricollocata nella chiesa, dove oggi è ammirabile in tutta la sua bellezza, nonostante le vistose lacune. Tre parti della tela vengono rubati dal vandalismo del mercante d'arte Ildebrando Bossi da Genova.
Sempre sulla stessa parete si osservano la Madonna con il Bambino tra Sant'Agostino e Santa Monica di Bernardino Santini (1650) e una figura allegorica settecentesca.
A sinistra dell'altare sono collocate la Beata Cristina Visconti (1650), ancora del Santini e il Sant'Agostino (1770) di Mattia de Mare.
Nella cappella invernale è sistemata la tela con san Giovanni da San Facondo che salva un Bambino di Bernardino Santini (1650).
L'altare maggiore è ornato da cinque dipinti: il Beato Bonventura e Santa Chiara da Montefalco eseguite nel 1660 da Salvi Castellucci, Sant'Agostino e Santa Maria Maddalena di Matteo Lappoli (inizi XVI secolo) e al centro la Madonna della Consolazione (fine Settecento) di autore anonimo.
A destra dell'entrata si segnala una Natività (1982) dell'aretino Franco Fedeli.
La parete destra comincia con il grande affresco di fine Quattrocento, di autore anonimo, con San Bernardino tra San Girolamo e Sant'Ignazio di Antiochia.
A seguire due opere del secolo scorso, la statua della Madonna Immacolata e il Sacro Cuore di Gesù, quindi una tela del Santini con Sant'Agostino tra il Crocifisso, la Madonna e i santi Nicola da Tolentino e Guglielmo d'Aquitania (1650). Conclude un'altra allegoria settecentesca.
A destra dell'altare si notano il Beato Egidio Colonna (1650) di Bernardino Santini e il San Donato (1770) di Mattia de Mare.
Infine, nella sacrestia, si distinguono una Santa Maria Maddalena penitente (metà XVII secolo) e la novecentesca Cena di Emmaus del ravennate Orazio Toschi. 
Nell'abside si vede il coro ligneo intagliato da Ludovico Paci nel 1771.
La chiesa di Sant'Agostino dà il nome alla piazza sulla quale si erge ed è l'edificio sacro ufficiale del Quartiere di Porta Sant'Andrea.